# African Championship of Nations 2011 (kwalificatie)
Deze pagina beschrijft welke 15 teams zich plaatsen voor de African Championship of Nations 2011 dat werd gehouden in Soedan. Soedan was als gastland automatisch gekwalificeerd.
| Zone          | Aantal gekwalificeerde teams |
| ------------- | ---------------------------- |
| Noord         | 2                            |
| West A        | 2                            |
| West B        | 3                            |
| Centraal      | 3                            |
| Oost-Centraal | 2 (plus gastland Soedan)     |
| Zuid          | 3                            |

## Noord zone
- De heenduels worden gespeeld op 13 maart en 21/22 of 23 mei 2010
- De returns worden gespeeld op 17 april en 4, 5 of 6 juni 2010

| Team 1   | Tot.  | Team 2  | 1e wedstr. | 2e wedstr. |
| -------- | ----- | ------- | ---------- | ---------- |
| Algerije | 2 – 2 | Libië   | 1–0        | 1–2        |
| Tunesië  | 3 – 3 | Marokko | 1–1        | 2–2        |

Algerije en Tunesië kwalificeerden zich voor het eindtoernooi.

## Zone West A

### Voorronde
| Team 1       | Tot. | Team 2     | 1e wedstr. | 2e wedstr. |
| ------------ | ---- | ---------- | ---------- | ---------- |
| Sierra Leone | w/o  | Mauritanië |            |            |

Mauritanië trok zich terug.

### Eerste ronde
- De heenduels werden gespeeld op 12/13/14 maart 2010
- De returns werden gespeeld op 26/27/27 maart 2010

| Team 1  | Tot.         | Team 2       | 1e wedstr. | 2e wedstr. |
| ------- | ------------ | ------------ | ---------- | ---------- |
| Guinee  | 1 – 3        | Mali         | 1–1        | 0–2        |
| Senegal | 1 – 1 (4–3p) | Sierra Leone | 1–0        | 0–1        |

Mali en Senegal kwalificeerden zich voor het eindtoernooi.

## Zone West B
- De heenduels werden gespeeld op 13 en 28 maart 2010
- De returns werden gespeeld op 28 maart & 11 april 2010

| Team 1       | Tot.  | Team 2    | 1e wedstr. | 2e wedstr. |
| ------------ | ----- | --------- | ---------- | ---------- |
| Togo         | 1 – 6 | Ivoorkust | 1–2        | 0–4        |
| Burkina Faso | 0 – 1 | Ghana     | 0–0        | 0–1        |
| Niger        | 2 – 0 | Nigeria   | 2–0        | 0–0        |

Ivoorkust, Ghana en Niger kwalificeerden zich voor het eindtoernooi.

## Centraal Zone

### Voorronde
| Team 1            | Tot. | Team 2             | 1e wedstr. | 2e wedstr. |
| ----------------- | ---- | ------------------ | ---------- | ---------- |
| Congo-Brazzaville | w/o  | Equatoriaal-Guinea |            |            |

Equatoriaal-Guinea trok zich terug

### Eerste ronde
- De heenduels werden gespeeld op 12/13/14 maart 2010
- De returns werden gespeeld op 26/27/27 maart 2010

| Team 1            | Tot.  | Team 2         | 1e wedstr. | 2e wedstr. |
| ----------------- | ----- | -------------- | ---------- | ---------- |
| Congo-Brazzaville | 1 – 4 | Kameroen       | 1–1        | 0–3        |
| Gabon             | 2 – 3 | Congo-Kinshasa | 1–2        | 1–1        |

Kameroen en Democratische Republiek Congo kwalificeerden zich voor het eindtoernooi.

### Play-Off
| Team 1 | Tot. | Team 2            | 1e wedstr. | 2e wedstr. |
| ------ | ---- | ----------------- | ---------- | ---------- |
| Gabon  | w/o  | Congo-Brazzaville |            |            |

Congo trok zich terug.
Gabon kwalificeert zich voor het eindtoernooi.

## Centraal oost zone

### Voorronde
|                |          |                 |         |  |
| 8 januari 2010 | Djibouti | 0 – 1           | Somalië |  |
| 8 januari 2010 |          | 73' Osman Yusuf |         |  |

Er was maar 1 wedstrijd omdat Somalië geen internationale wedstrijden kan organiseren.

### Eerste ronde
- De heenduels werden gespeeld op 12/13/14 maart 2010
- De returns werden gespeeld op 26/27/27 maart 2010

| Team 1   | Tot.  | Team 2   | 1e wedstr. | 2e wedstr. |
| -------- | ----- | -------- | ---------- | ---------- |
| Burundi  | 1 – 5 | Oeganda  | 1–1        | 0–4        |
| Ethiopië | w/o   | Kenia    |            |            |
| Eritrea  | w/o   | Rwanda   |            |            |
| Somalië  | 0 – 6 | Tanzania | *–*        | 0–6        |

- Ethiopië en Eritrea trokken zich terug

- Wedstrijd werd gespeeld over 1 wedstrijd

### Tweede ronde
- De heenduels werden gespeeld op 21/22/23 mei 2010
- De returns werden gespeeld op 4/5/6 juni 2010

| Team 1   | Tot.  | Team 2 | 1e wedstr. | 2e wedstr. |
| -------- | ----- | ------ | ---------- | ---------- |
| Oeganda  | 2 – 2 | Kenia  | 1–0        | 1–2        |
| Tanzania | 1 – 2 | Rwanda | 1–1        | 0–1        |

Oeganda en Rwanda kwalificeerden zich voor het eindtoernooi.

## Zuid zone
- De heenduels werden gespeeld op 12/13/14 maart 2010
- De returns werden gespeeld op 26/27/27 maart 2010

### Eerste ronde
| Team 1     | Tot.  | Team 2      | 1e wedstr. | 2e wedstr. |
| ---------- | ----- | ----------- | ---------- | ---------- |
| Botswana   | 1 – 2 | Zuid-Afrika | 0–0        | 1–2        |
| Seychellen | 2 – 1 | Namibië     | 1–0        | 1–1        |
| Madagaskar | 0 – 2 | Angola      | 0–0        | 0–2        |
| Swaziland  | 1 – 5 | Zimbabwe    | 1–2        | 0–3        |
| Malawi     | 3 – 1 | Mozambique  | 3–0        | 0–1        |

 Zambia kreeg een bye naar de tweede ronde

### Tweede ronde
- De heenduels werden gespeeld op 21/22/23 mei 2010
- De returns werden gespeeld op 4/5/6 juni 2010

| Team 1      | Tot.  | Team 2   | 1e wedstr. | 2e wedstr. |
| ----------- | ----- | -------- | ---------- | ---------- |
| Zuid-Afrika | 2 – 1 | Zambia   | 1–0        | 1–1        |
| Seychellen  | 2 – 6 | Zimbabwe | 2–4        | 0–2        |
| Angola      | 3 – 1 | Malawi   | 1–1        | 2–0        |

Zuid-Afrika, Zimbabwe en Angola kwalificeerden zich voor het eindtoernooi